# シークレットアイテム
シークレットアイテムとは、主にブラインド式で販売される食玩等において、公表されているラインナップに掲載されていない玩具のこと。通常ラインナップのものよりも出現率が低いことが多く、それ故に希少価値が付くこともある。単に「シークレット」とも称される。

## 概要
フルタ製菓の食玩『チョコエッグ』に混入されたツチノコのフィギュアが人気を博した事から以後、ブラインド式で発売される食玩にはほぼこの手法が採用されるようになった。もっとも『チョコエッグ』では、発売当初にはシークレットアイテムは存在せず、途中からイベント的に混入された為（第二弾途中の2000年より）、商品の行く末を左右するほどの成功はメーカーのフルタ製菓及び企画、原型製作の海洋堂としては予想外であったとされる。
従来はシークレットアイテムそのものがどのような物であるか存在さえも消費者には告知されていなかったが、近年ではシルエットをラインナップに掲載するなどして意図的にシークレットアイテムの存在を知らせる例も多々ある。また、『ガシャポンHGシリーズ』では事前情報が氾濫している為、発売された時のお楽しみとしてシークレットアイテムをラインナップするようになったとされる。
シークレットアイテムには、兵器の仕様を変更したバリエーション機体や動物の亜種など、通常ラインナップのフィギュアに細部の変更を施したマニアックなものが割り当てられる事も多い（既存品の金型を共用する商品が多い）。